# Marc Houdart
Marc Houdart (Bergen, 10 januari 1965) is een Belgisch voormalig professioneel wielrenner. Hij reed een seizoen voor Lotto-Merckx.

## Grote rondes
Geen